# Bryan van Dijk
Bryan van Dijk [Brajn fan Dejk], (* 8. únor 1981, Nizozemsko) je bývalý reprezentant Nizozemska v judu.
V reprezentaci nahradil Kalkena, který odmítal držet váhu pod 66 kg. Jeho úspěchu však nedosahoval. Na reprezentanta Nizozemska se prezentoval až podprůměrnými výsledky. Přitom nešlo vůbec o špatného zápasníka. Ve světovém poháru dosahoval zajímavých výsledků, jenže přišlo mistrovství Evropy nebo světa a prohra v prvním (druhém) kole.
V roce 2005 ho vystrnadil z pololehké váhy do lehké (−73 kg) Dex Elmont. Mezi lehkými vahami se mu začalo dařit. V roce 2006 získal svojí první medaili, ale v dalších letech šel s formou opět dolů. Na olympijských hrách nikdy nestartoval.

## Výsledky
| Turnaj             | 1999 | 2000 | 2001 | 2002 | 2003 | 2004 | 2005 | 2006 | 2007 |
| ------------------ | ---- | ---- | ---- | ---- | ---- | ---- | ---- | ---- | ---- |
| Mistrovství světa  | dns  | -    | 7.   | -    | úč.  | -    | dns  | -    | úč.  |
| Mistrovství Evropy | dns  | dns  | úč.  | úč.  | úč.  | úč.  | úč.  | 3.   | dns  |
| MS juniorů         | úč.  | 3.   | -    | -    | -    | -    | -    | -    | -    |